# Podalonia hirsuta
Podalonia hirsuta (лат.) — вид роющих ос семейства Sphecidae.
Podalonia hirsuta похожа на песчаных ос аммофил. У неё большая чёрная голова, чёрная грудь, нитевидная талия (петиоль). Брюшко чёрное с красно-оранжевой крупной полосой. Длина самок 16—21, самцов 12—21 мм.
Самки делают свои гнезда, роя нору в песчаном грунте. Обычно жертвами являются крупные безволосые гусеницы бабочек-совок (Noctuidae). В парализованных гусениц они откладывают яйца.
Период лёта у самок длится с конца марта до середины сентября, а у самцов — с июня по сентябрь.
Вид распространен на большей части Палеарктики. Этот в основном прибрежный вид обычно встречается на песчаных почвах.